# منى أمرشا
منى أمرشا (1 يناير 1988 -)، مغنية مغربية، اشتهرت بغناءها باللهجة الخليجية.

## عن حياتها
درست في مجال الاقتصاد، دخلت في مجال الغناء بعد مشاركتها في برنامج ألبوم بعام 2007، قدمت العديد من الأغاني المنفردة والمصورة التي دعمتها خلالها شركة بلاتينيوم ريكوردز. إستطاعت أن تحقق النجاح حيث كان لها طابع خاص وجديد آنذاك بالأغاني المصورة، لكن مشوارها الفني لم يستمر طويلًا حيث إنها سرعان ما أعلنت عن اعتزالها وذلك بعدما تزوجت عام 2013.

## أعمالها

### الألبومات الرسمية
| سنة الطرح | الألبوم      | الأغاني |
| --------- | ------------ | --- |
| 2008      | معجبة        | معجبة، هل يا ترى، اشتقت لك، الحب يكبر، هنوني، كل سنة وأنت طيب، أي والله، حبايبك                                                         |
| 2010      | سنة أولى حب  | سنة أولى حب، أي شوق، بدالك ألف، تبي تقنعني، حلم أو علم، ضربة معلم، مبقتش حبيبته، مخطوبة، ولادة عشاقة، يا عسل، يا يمة حبيته، وطن البسطاء |
| 2011      | يا ناس دلوني | يا ناس دلوني، مولعة الدنيا، الطبيب، الفستان الأسود، أحبه، اورفوار، إضحك، تامرني شيء، من وراي، الوضع ما يطمن، هاويني                     |

### الفيديو كليب
| سنة الطرح | الأغنية                      | المدة | إخراج      |
| --------- | ---------------------------- | ----- | ---------- |
| 2008      | معجبة                        | 4:24  | عادل سرحان |
| 2008      | هنوني                        | 5:00  | فيليب قيصر |
| 2008      | الحب يكبر بمشاركة عادل محمود | 5:17  | رندلي قديح |
| 2009      | على راحتك                    | 5:52  | بسام الترك |
| 2010      | اشتقت لك                     | 5:10  | منير بركات |
| 2010      | يا يمة حبيته                 | 4:37  | نهلة الفهد |
| 2010      | سنة أولى حب                  | 5:38  | رندلي قديح |
| 2011      | وينك                         | 4:38  | وليد ناصيف |
| 2012      | قوة قلب                      | 5:32  | فادي حداد  |
| 2013      | رفع ضغطي                     | 5:21  | رندلي قديح |